# مروة سالم
مروة سالم مغنية وممثلة سعودية، عُرفت في الخليج العربي عندما جددت غناء الفلكلور الشعبي «تحت السدرة» وطرحتها على اليوتيوب، حيث حققت عدد مشاهدات 57 مليون مشاهدة، عملت سابقًا في مجال التمثيل، وتقديم البرامج التلفزيونية، ومذيعة في إذاعة «مكس إف إم» في المملكة العربية السعودية عام 2013.

## الحياة الفنية
بزغت موهبة مروة سالم في الغناء منذ الصغر ولكنها كانت تمارسه كهواية لا أكثر قبل أن تلتقي بزوجها الناقد والكاتب الفني محمد سلامة لتقرر بعدها احتراف الغناء، حيث درست فنون الغناء على يد الموسيقار السعودي غازي علي، كما تلقت عدة دروس غنائية لدى متخصصين موسيقيين في العاصمة المصرية القاهرة، ودخلت المجال الفني رسمياً عام 2017 بطرحها لأغنية (عسل صافي)، قبل أن تطرح أغنية (تحت السدرة) والتي قدمت لها شهرة في المجال الفني بعد أن حصدت الأغنية 45 مليون مشاهدة خلال العام الأول من طرحها. كما قدمت مروة سالم عددا من الأغاني الرياضية الوطنية مثل إعادتها لأغنية الفنان الكبير طلال مداح (يا سعودي يا سعودي) حيث قدمتها للمنتخب السعودي بمناسبة مشاركته في كأس العالم 2018، كما قدمت أغنية خاصة بنادي الاتحاد بعنوان (شعار الذهب) وسبق أن أداها الفنان طلال مداح عام 1988. كما أعادت تسجيل بعض الأغاني التي حظيت بمتابعة واسعة مثل صبوحة خطبها نصيب، ساري المفعول (كهرباء)، الله يا وقت مضى (العاصوف) وغيرها.

## الحياة الخاصة
تزوجت من الكاتب والناقد الفني السعودي محمد سلامة  حيث أقيم حفل زواجهما بالقاهرة عام 2018.

## أعمالها الرسمية
• عسل صافي
• كلها يومين
• نوى نوى

## الأفلام
- آخر سهرة في طريق ر (2024).[9]